# Ernestina
Ernestina este un oraș în Rio Grande do Sul (RS), Brazilia.
1. ↑   https://cidades.ibge.gov.br/brasil/rs/ernestina/panorama Lipsește sau este vid: |title= (ajutor)